# Maradona - La mano de Dios
Maradona - La mano de Dios è un film del 2007 diretto da Marco Risi, incentrato sulla vita del calciatore argentino Diego Armando Maradona.
Questo film è riconosciuto come d'interesse culturale nazionale dalla Direzione generale Cinema e audiovisivo del Ministero per i beni e le attività culturali e per il turismo italiano, in base alla delibera ministeriale del 26 settembre 2005.

## Trama
Il film inizia con una brevissima sequenza in cui appare un giovanissimo Maradona che, scavalcando un muretto, cade in un pozzo. Salto temporale e la scena rimanda ad una festa in occasione del capodanno dell'anno 2000. In una stanza della villa dove si svolge la festa sono presenti il protagonista, Claudia Villafañe, la moglie del calciatore, e Guillermo Coppola. Maradona prende un'arancia da un cesto posto su un tavolo e, usandola come un pallone, comincia a palleggiare. Spostandosi verso la porta Diego ha un malore. A questo punto comincia un lungo flashback sulla vita di Maradona, a cominciare da quando è bambino.
Nella prima scena Maradona ha nove anni ed è impegnato a portare l'acqua nella sua casa di Villa Fiorito, passando davanti ad un campo di calcio dove stanno giocando i suoi amici viene invitato a giocare, e lui senza pensare all'incarico assegnatogli dalla sua famiglia abbandona i bidoni e si tuffa nel gioco. Alla fine della partita i bidoni dell'acqua sono scomparsi e il piccolo Diego è costretto a subirne le conseguenze. Subisce l'ira del padre che gli proibisce di giocare a pallone per una settimana, il peggiore castigo che potesse capitargli. Il film prosegue con nuova breve sequenza dove Maradona, che si trova ancora nel pozzo, cerca di uscirne, quindi con la sua vita calcistica, dall'Argentinos al Napoli, fino ai Mondiali di calcio 1986, 1990 e 1994.

## Colonna sonora
Durante una delle scene iniziali del film, ambientata negli anni settanta, in cui gli adolescenti Diego, Jorge e Claudia sono in discoteca, è possibile ascoltare la celebre Disco Inferno dei Trammps e Yo te propongo di Roberto Carlos Braga. Nella scena della discoteca di Barcellona, invece, il brano dei Blondie Heart of glass. Le scene relative ai goal segnati col Napoli, negli anni ottanta, sono accompagnate musicalmente dal brano Je so' pazzo di Pino Daniele. Nella sequenza del matrimonio è distinguibile Happy Together del gruppo statunitense The Turtles. Inoltre verso la fine del film è presente il brano Barrio di KC and the Sunshine Band.

## Distribuzione
L'anteprima italiana del film si è svolta il 29 marzo 2007 al cinema "Modernissimo" di Napoli con la presenza in sala del regista Marco Risi e dell'attore principale Marco Leonardi (che interpreta Maradona adulto).